# Argos (Indiana)
Argos es un pueblo ubicado en el condado de Marshall en el estado de Indiana (EE.UU.). En el Censo de 2010 tenía una población de 1691 habitantes y una densidad poblacional de 558,51 personas por km².

## Geografía
Argos se encuentra ubicado en las coordenadas 41°14′18″N 86°15′9″O / 41.23833, -86.25250. Según la Oficina del Censo de los Estados Unidos, Argos tiene una superficie total de 3.03 km², de la cual 3 km² corresponden a tierra firme y (0.86%) 0.03 km² es agua.

## Demografía
Según el censo de 2010, había 1691 personas residiendo en Argos. La densidad de población era de 558,51 hab./km². De los 1691 habitantes, Argos estaba compuesto por el 94.86% blancos, el 0.3% eran afroamericanos, el 0.53% eran amerindios, el 0.18% eran asiáticos, el 0% eran isleños del Pacífico, el 2.01% eran de otras razas y el 2.13% pertenecían a dos o más razas. Del total de la población el 4.55% eran hispanos o latinos de cualquier raza.